# Kristina Barta
Kristina Barta, vlastním jménem Kristýna Urbánková Bárta (* 23. ledna 1987 Praha), je česká jazzová klavíristka a skladatelka.

## Kariéra
V roce 2006 ukončila studium na Gymnáziu Jana Nerudy s hudebním zaměřením v Praze a v letech 2007–2012 studovala na Konzervatoři Jaroslava Ježka hru na klavír a kompozici u Jiřího Růžičky a Milana Svobody a následně pak klavír na Hudební a taneční fakultě Akademie múzických umění u profesora Karla Růžičky. Sama působí jako pedagožka na ZUŠ v Ratibořické ulici v Praze.
Barta vystupuje sólově, spolu se svou sestrou, jazzovou zpěvačkou Martinou Bárta a participuje na různých projektech. Na jaře roku 2010 založila vlastní hudební formaci Kikina b ve složení Kristýna Bártová – klávesové nástroje, Zbyněk Polívka/Honza Fečo – tenor saxofon, Tomáš Fuchs – elektrická kytara, Matěj Havlíček – basová kytara a Martin Linhart – bicí. Skupina se žánrově pohybuje mezi groovem, elektro a jazzem a zaměřuje se především na vlastní tvorbu. Repertoár tvoří zejména skladby Kristýny Bártové. Počátkem roku 2012 vydala skupina své debutové EP Dirty Sanchez, jehož křest se odehrál v prostorách pražského klubu Jazz Dock. V roce 2012 získal T. Fuchs cenu za nejlepší kompozici za skladbu Horská v soutěži Czech Jazz Contest a jako skupina vyhrála Kikina b v soutěži Jazz Fruit 2012, kterou pořádá festival Mladí Ladí Jazz.
V roce 2015 založila Kristina Barta Trio. Vystoupila na Bohemia Jazz Festu 2015 a získala cenu JazzPrix. V roce 2016 nominoval Český rozhlas Kristina Barta Trio (ve složení Kristina Barta, Jan Fečo – basová kytara a Marek Urbánek – bicí) koncertem ze Studia A Českého rozhlasu z 28. května 2015 do soutěže Euroradio Jazz Competition, kde se probojovalo do finále mezi nejlepší čtyři skupiny a vystoupilo na finálovém večeru soutěže 6. července 2016 v Amsterdamu. Skladba Find peace of mind získala cenu za nejlepší jazzovou skladbu roku 2016 kterou pořádá OSA ve spolupráci s Bohemia Jazz Festem.
První studiové nahrávky vydala Barta již v roce 2011 se svou skupinou Kikina B, debutové album EMA29 pak vydala pod svým uměleckým jménem v roce 2017 v sestavě spolu s Janem Fečem a Markem Urbánkem, kterou doplnili Kryštof Tomeček na kytaru, Miroslav Hloucal na trubku, Karel Růžička ml. na saxofon, David Friedman na vibrafon a dětský sbor ZUŠ v Ratibořické ulici.
Od roku 2019 vystupuje se svojí skupinou Event Horizon. Kapela natočila nové album Love and Passion, které vyjde v roce 2021. Projekt Event Horizon vystoupil jako první česká jazzová formace na světově největším jazzovém showcase festivalu Jazzahead! v Brémách. 
V současné době vystupuje se svým mezinárodním quartetem ve spolupráci se slovinským saxofonistou Jure Puklem. Kapela vydala album s názvem Endless Questions and Answers, které sklízí úspěchy především v zahraničí.  

## Diskografie
- Dirty Sanchez, 2011 (Kikina B) (EP)
- EMA29, 2017
- Love and Passion, 2021
- Endless Questions and Answers, 2023